# Karl Gerhard-sällskapet
Karl Gerhard-sällskapet är ett sällskap grundat år 1984 för att vårda minnet av revyartisten Karl Gerhard. Sällskapet har sitt säte i Göteborg. År 2010 hade sällskapet cirka 300 medlemmar fördelat på ungefär en tredjedel i Stockholm, en tredjedel i Göteborg och en tredjedel i övriga delar av Sverige.
Sittande ordförande (2024) är Anders Hedeborg. Gerhard-kännaren Åke Pettersson, som skrivit doktorsavhandling på revyn Oss greker emellan (En klassisk komedi i revyform, 1976) samt boken Ett bedårande barn av sin tid - några kapitel om Karl Gerhard (1977) är dess hedersordförande.
Sällskapet ger även ut tidningen Jazzgossen till sina medlemmar.

## Karl Gerhard-stipendiet
Sällskapet delade tillsammans med SKAP ut Karl Gerhard-stipendiet fram till 2019 till svenska artister och textförfattare som verkar i Karl Gerhards anda. Stipendiefonden förvaltades då av SKAP, som även bidrog ekonomiskt. Sedan 2020 delar sällskapet själva ut stipendiet som ligger på 40 000 kr (senast 2023).  
Karl Gerhard-stipendiet delades ut första gången 1993 och tilldelades då satirgruppen På Håret. 

### Mottagare av Karl Gerhard-stipendiet
- 1993 – På håret (Hans Dahlman, Stefan Grudin, Anders Klintevall och Claes Vogel)
- 1994 – Caj ”Kajenn” Lundgren
- 1995 – Ronny Eriksson
- 1996 – Stellan Sundahl
- 1997 – Kent Andersson
- 1998 – Uno ”Myggan” Ericson och Sven Angleflod
- 1999 – Berit Grebenö, Claes Grebenö och Bengt Jacobsson
- 2000 – Ulla Skoog och Tomas von Brömssen
- 2003 – Povel Ramel
- 2005 – Magnus Uggla
- 2006 – Peter Carlsson
- 2007 – Robert Broberg
- 2008 – Ingela ”Pling” Forsman
- 2009 – Sissela Kyle och Calle Norlén
- 2010 – Claes Eriksson[1]
- 2011 – Carl-Einar Häckner
- 2012 – Kristina Lugn
- 2013 – Jason Diakité (även känd som Timbuktu)
- 2014 – Henrik Dorsin[2]
- 2015 – Rikard Wolff[3]
- 2016 – Liv Strömquist[4]
- 2017 – Love Antell[5]
- 2018 – Andreas T Olsson[6]
- 2020 – Emil Jensen[7]
- 2023 - Anna Mannheimer och Peter Apelgren

## Karl Gerhard-hatten
Hatten är ett pris för revynummer i Karl Gerhards anda som instiftades 2011 och är ett samarbete mellan Karl Gerhardsällskapet och organisationen Lokalrevyer i Sverige.  Utdelningen sker i samband med LIS årligen återkommande evenemang Revy-SM i augusti varje år. Priset består av äran och en hattask.